# Dialetto guascone
Il guascone è il dialetto occitano parlato in Guascogna (in guascone Gasconha), antica provincia francese, e nel Béarn.
Talvolta è considerato lingua a sé stante di un gruppo linguistico occitano-catalano. Presenta infatti notevoli differenze rispetto agli altri dialetti della lingua d'òc.

## Etimologia
I termini guascone, vascone e basco hanno la stessa etimologia. Guascone è un adattamento aquitano-romano della pronuncia germanica Wascon. Tuttavia, la lingua basca e il dialetto guascone non sono neppure lontanamente correlati, se non per la contiguità geografica che ha determinato l'assimilazione delle loro denominazioni.

### Altri usi
L'aggettivo guascone connota anche in italiano la sicurezza spavalda (o anche la spacconeria) comunemente attribuita al popolo della Guascogna. Gli esempi letterari più noti di tale stereotipo sono il personaggio di d'Artagnan nei Tre moschettieri di Dumas padre, e il Cyrano di Rostand.

## Tratti generali

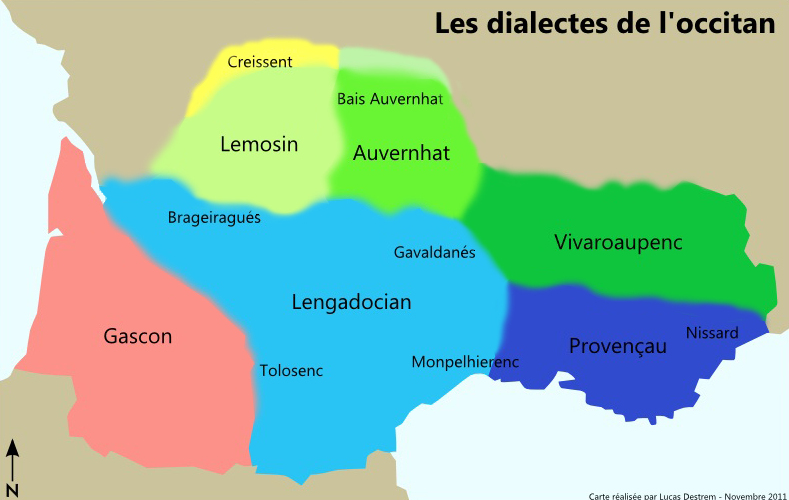
Il guascone (in rosa) e gli altri dialetti occitani.

Le particolarità del guascone hanno acceso dibattiti fra i linguisti: la maggioranza di essi ritiene questo dialetto assimilabile alle parlate occitane, ma periodicamente alcuni affermano che si tratta invece di un idioma a sé stante, compreso in un più ampio gruppo linguistico che include anche il catalano. Di fatto, esisterebbero tanti tratti distintivi fra il guascone e i dialetti della Linguadoca quanti fra questi ultimi e il catalano, considerato oggi generalmente indipendente dall'occitano.
Ad ogni buon conto, i movimenti culturali guasconi rivendicano quasi tutti la loro appartenenza all'Occitania. Si tratta però di una situazione sviluppatasi soprattutto in assenza di un movimento guascone autonomo dal XIX secolo, e si può constatare come un buon numero di affermazioni e dibattiti su tali questioni sia più spesso ideologico e particolarista che scientifico.
I tratti peculiari del guascone sono spiegati in parte attraverso il substrato dell'aquitano, un'antica lingua prossima al basco e parlata in Guascogna prima della latinizzazione. Secondo i linguisti, il guascone sarebbe l'occitano o il latino parlato dai bascofoni. Depongono in tal senso vari indizi:
- le fonti antiche: Cesare, nel De bello Gallico, descrive l'originalità etnico-linguistica degli Aquitani;
- la rarità, se non l'assenza, di parole inizianti in r- e in f- (rimpiazzate da arr- e h-) tanto in basco quanto in guascone.
- la tipologia linguistica e l'etimologia di 'guascone' e 'basco';
- la struttura sociologica tradizionale identica, con il diritto di maggiorasco e l'importanza centrale della casa.

Secondo un recente studio i guasconi parlavano già un protoguascone fin dal VI secolo.
Dal 1990, il guascone gode dello statuto di lingua ufficiale nella Val d'Aran dei Pirenei spagnoli, in Catalogna. Tale statuto autonomo esplicita e ufficializza che l'aranese è una varietà di guascone e quindi di occitano. Dal 2006, quello statuto ufficiale è stato esteso a tutta la Catalogna.

## Regioni interessate

Carta dei dialetti francesi e delle lingue interne allo stato francese.

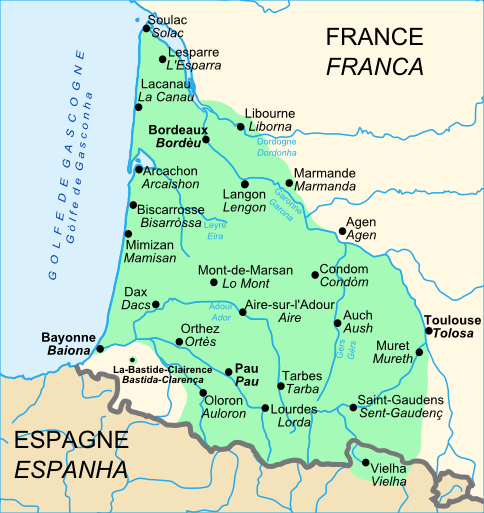
Zona d'influenza guascone, fra la Guascogna e la Val d'Aran.

### Francia
Dipartimenti della zona d'influenza guascone:
- Alti Pirenei (Bigorre)
- Landes
- Gers
- Gironda (tranne un'area dialettale della Saintonge e della Linguadoca)
- parte dei Pirenei Atlantici (il Béarn e le zone bilingui di Bayonne, Anglet, Biarritz, Bidache, La Bastide-Clairence, dove il guascone coesiste con il basco ed è riscontrabile nella segnaletica trilingue)
- Lot e Garonna (in parte in un'area dialettale della Linguadoca)
- Alta Garonna (in parte in un'area dialettale della Linguadoca)
- Ariège (in parte in un'area dialettale della Linguadoca)
- Tarn e Garonna (Lomagne).

### Spagna
- Val d'Aran (nella Catalogna nordoccidentale)
- sono esistite, in passato, colonie guasconi nel Paese basco spagnolo[6] (San Sebastián, Hondarribia, Pasaia).

## Varietà di guascone
- Dialetto del Béarn (Pau)
- Aranese o guascone pirenaico (Val d'Aran e altre valli dei Pirenei)
- Guascone marittimo, o parlar negre, o landais (Bayonne, Biarritz, Costa d'Argento, Grande-Lande)
- Guascone interno, o parlar clar (Auch)
- Guascone settentrionale (Bordeaux, Bazadais, Médoc, Pays de Buch, Entre-deux-Mers).

L'aragonese parlato nella provincia di Huesca ha alcune affinità con il guascone.

### Tabella comparativa
|                                               | Guascone marittimo     | Guascone di Béarn                    | Guascone di Bigorre                  | Guascone aranese     | Guascone di Comminges e Couserans | Guascone interno       | Guascone settentrionale |
| frase affermativa (ci va)                     | que i va               | que i va                             | que i va                             | i va                 | que i va                          | que i va               | (que) i va              |
| frase negativa (non l'ascoltava)              | ne l'escotava pas      | non / ne l'escotava pas              | non / ne l'escotava pas              | non la escotava      | non l'escotava cap                | ne l'escotava pas      | (ne) l'escotava pas     |
| formazione del plurale (i ragazzi/le ragazze) | los gojats las gojatas | eths / los gojats eras / las gojatas | eths / los gojats eras / las gojatas | es gojats es gojates | eths gojats eras gojatas          | los gojats las gojatas | los gojats las gojatas  |

## Esempi
| Parola   | Norma classica | Grafia febusiana | Pronuncia standard  |
| terra    | tèrra          | tèrre            | [ˈtɛrrɔ]            |
| cielo    | cèu            | cèu              | [sɛu]               |
| acqua    | aiga           | aigue            | [ˈaiɡɔ], [ˈaiɡə]    |
| fuoco    | huec           | huec             | [hwek]              |
| uomo     | òmi            | òmi              | [ˈɔmi]              |
| donna    | hemna          | hemne            | [ˈhennɔ], [ˈhennə]  |
| mangiare | minjar         | minya            | [minˈdʒa], [minˈja] |
| bere     | béver          | bébe             | [ˈbebe], [ˈbewe]    |
| grande   | gran           | gran             | [ɡran]              |
| piccolo  | petit          | petit            | [peˈtit]            |
| notte    | nueit          | noeyt            | [ˈnweit]            |
| giorno   | dia            | die              | [ˈdiɔ], [ˈdiə]      |